# Heaven is a Place on Earth (fripSideの曲)
「Heaven is a Place on Earth」（ヘヴン・イズ・ア・プレイス・オン・アース）は、日本の音楽ユニット・fripSideの楽曲である。同ユニット第2期の4作目（通算5作目）のシングルとして、2011年8月24日にジェネオン・ユニバーサルより発売された。

## リリース
fripSideによる前作のシングル『future gazer』から約10ヶ月ぶりのリリースとなった。 表題曲はキングレコード・ティ・ジョイ配給アニメーション映画『劇場版ハヤテのごとく！ HEAVEN IS A PLACE ON EARTH』の主題歌に起用された。『とある科学の超電磁砲』関連作品以外でタイアップを担当するのは、楽曲「flower of bravery」以来4作ぶりとなった。初回限定盤と通常盤の2形態で発売され、初回限定盤には表題曲のPVとメイキング映像、TVスポットの「Now On Sale ver」と「SPOT Special ver」が収録されたDVDが同梱されている。
そのほか、楽曲「Heaven is a Place on Earth」はfripSideのアルバム『Decade』に収録され、「MOVIE edit」バージョンが『「劇場版ハヤテのごとく！ HEAVEN IS A PLACE ON EARTH」Original Soundtrack』に収録されている。

## 制作
「Heaven is a Place on Earth」は、fripSideによる1枚目のアルバム『infinite synthesis』のリリース後に『劇場版ハヤテのごとく！ HEAVEN IS A PLACE ON EARTH』の主題歌の話と脚本をもらい制作され、「ハヤテのごとく！」のイメージや疾走感、青春のキラキラ感を持ち合わせた爽やかな楽曲に仕上がっている。全サビの最後にある「君を守る！」という節は、主人公の綾崎ハヤテがヒロインの三千院ナギを守るイメージで書かれている。
一方、カップリング曲の「The end of summer」は、表題曲同様に夏をテーマにしているが、こちらは爽やかさではなく夏の終わりの切なさをイメージした楽曲となっている。

## ミュージック・ビデオ
PVは千葉県浦安市にあるエクセル航空と、神奈川県鎌倉市にある旧華頂宮邸で撮影され、タレントの岸部四郎が出演している。PVについて南條愛乃は「『ハヤテのごとく！』の作品のイメージを取り入れつつゴシック調の雰囲気もあるPVになりました」と語っている。ジャケットには、当アニメのキャラクターである綾崎ハヤテと三千院ナギが向日葵畑にいる様子が描かれている。

## チャート成績
シングルのリリース後、2011年9月第1週付のオリコン週間シングルチャートにおいて第19位を獲得した。第2期としてはデビューシングル『only my railgun』から、前作『future gazer』までは3作連続でトップ5入りを果たしていたが、今作で第1期としてのデビューシングル『flower of bravery』以来4作ぶりにトップ10入りを逃す結果となった。
また、Billboard JAPANの複数のチャートにもランクインを果たしている。2011年9月第1週付のHOT 100で86位、Top Singles Salesで17位、Hot Animationで5位にそれぞれチャートインした。

## 批評
hotexpressの菅野雄貴は、「夏をイメージしたダンスチューンであり、煌びやかなシンセサイザーが弾けるダンスビートと共に突き抜けるサウンドスケープ。前作を上回る爽快感を放ちながら、散りばめられているキラキラが色鮮やかな夏を演出している」と批評した。

## 収録曲
| 全作曲・編曲: 八木沼悟志。 |                                               |                     |            |      |
| #                          | タイトル                                      | 作詞                | 作曲・編曲 | 時間 |
| 1.                         | 「Heaven is a Place on Earth」                | 八木沼悟志、yuki-ka | 八木沼悟志 | 5:18 |
| 2.                         | 「The end of summer」                         | 八木沼悟志          | 八木沼悟志 | 5:03 |
| 3.                         | 「Heaven is a Place on Earth "instrumental"」 | 八木沼悟志、yuki-ka | 八木沼悟志 | 5:18 |
| 4.                         | 「The end of summer "instrumental"」          | 八木沼悟志          | 八木沼悟志 | 5:00 |
| 合計時間:                  | 合計時間:                                     | 合計時間:           | 20:40      |      |

## 参加ミュージシャン
fripSide
- 八木沼悟志：Synthesizer & Programming (全曲)
- 南條愛乃：Vocal (#1,2)

Additional Musician
- a2c：Guitar (全曲)